# Амарантовый цвет
Амара́нтовый цвет — бордовый оттенок, которым описывается цвет цветков амаранта или тёмно-красный, вишнёвый — по аналогии с цветом древесины «розового дерева» из семейства амарантовых, срез которой на воздухе приобретает пурпуровый или фиолетово-красный цвет. Согласно Словарю Брокгауза и Эфрона «красивый, темный с фиолетовым отливом красный цвет». В «Словаре цвета» В. Харченко амарантовый цвет определяется, как родственный к пурпурному и фиолетовому цветам или цвет розового дерева, сиренево-розовый, светло-лиловый. Название цвета произведено от названия растения амарант (красота, бархатник, бархатка, щирец). В то же время в словаре Даля амарантовый цвет определяется как «оранжевый, жаркой».

## Мода
Амарантовый был популярен как один из модных цветов в XVIII и XIX веках. В Европе в пору увлечения ориентализмом (1825—1840) и на волне военных успехов Оттоманской империи в моду вошли яркие турецкие ткани, восточные головные уборы, а главными цветами стали амарантовый, лиловый, вишнёвый.
Уже к концу века амарантовый снова вернулся в моду: в мае 1890 года журнал Harper's Bazaar называл этот цвет в числе предпочтительных в ряду других модных оттенков: баклажанового, сливового и винного для шёлковых и шерстяных тканей. Впоследствии цвет вышел из употребления.

## Военная форма
Военный историк В. Звегинцов, исследователь военной формы одежды Русской императорской армии, в своей работе «Знамена и штандарты русской армии: XVI век — 1914 и морские флаги» включает амарантовый в таблицу цветонаименований и приводит следующее описание амарантового цвета, использовавшегося в российских военных знамёнах: «насыщенный светло-малиновый». В то же время он отмечает, что точное значение того или иного цвета, понятное для людей XVIII—XIX веков, в настоящее время может быть неизвестным, даже указания на вроде бы простые цвета («синий», «жёлтый») каждым человеком понимаются различно.
В Императорской гвардии Наполеона уланы Великого герцогства Берг имели в своем обмундировании элементы амарантового (светло-малинового) цвета: воротник, отвороты, лацканы и выпушку у зелёных курток, верхний флюгер на пике; фесты на шкуре-вальтрапе. Куртки трубачей бергских улан имели «обратную» расцветку: основной цвет — амарантовый, воротник, отвороты, лацканы, выпушку — тёмно-зелёные. У офицеров полка вальтрапы также амарантового цвета.
В польском войске (так называемые «галлерчики»), сформированном во Франции в июле 1917 года, у кавалеристов были петлицы амарантового (красновато-фиолетового) цвета.

## Национальный цвет Польши
В Польше амарантовый был национальным цветом: считалось, что белый польский орёл размещался на фоне именно этого цвета. Его известность восходит к временам Наполеоновских войн, он многократно упоминается в различных польских песнях патриотической тематики. В своих воспоминаниях о Шопене Ференц Лист описывает старинный польский танец полонез и отмечает, что султаны на шапках мужчин в польских костюмах преимущественно были амарантовыми или синими. В примечаниях к воспоминаниям композитора переводчик уточняет, что амарантовый, как национальный цвет, был запрещён к использованию нескольким поколениям потомков убийц святого Станислава. Во время польского восстания 1863—1864 годов генеральный организатор флота В. Здышевский предложил среди прочего кормовой флаг для национального ВМФ. Двухцветный флаг — бело-амарантовый, с гербом «как на Большой Народной печати». Знак размещался в центре белой полосы, под короной был щит амарантового цвета. Однако, вероятно, флаг этот так и не использовался.
В. Э. Грабарь вспоминал, что, будучи деканом юридического факультета Дерптского университета в 1890-х годах, посодействовал восстановлению польской студенческой корпорации. Члены корпораций в Юрьеве (ныне Тарту) носили шапочки и ленты через плечо, у каждой был свой цвет. Однако поляки опасались, что им не разрешат «иметь свой национальный цвет, — малиновый, по-польски „амарантовый“», так как в Варшаве «ношение этой эмблемы польской национальности» было строго запрещено. Грабарь посоветовал обратиться в Петербург с прошением, полагая, что столичные чиновники не знают, как преследуется демонстрация этого цвета в Царстве Польском, и корпорация получила разрешение на знаки отличия амарантового цвета.
До настоящего времени (первая четверть XXI века) амарантовый (amarantowy) в польском языке обозначает ярко-тёмно-розовый сегмент цветового спектра. Малый, Средний и Иной словари польского языка amarant трактуют как амарантовый цвет, а значение лексемы amarantowy определяют через оттенки красного: «красный с фиолетовым оттенком» (Малый словарь польского языка), «розово-красный с фиолетовым оттенком» (Средний словарь польского языка) и «розово-красный с фиолетовым оттенком» (Иной словарь польского языка). В Современном словаре польского языка amarant и amarantowy разъясняются как «краснопурпурный с фиолетовым оттенком». Оба слова используются для описания атмосферных явлений (цвет неба при восходе), цветов (цикламен) и разнообразных артефактов (знамя, одежда, обувь, ткань). В польской языковой традиции наиболее эмоционально окрашены выражения «амарантовый флаг» (пол. flaga amarantowa) и «амарантовые лацканы» (пол. wyłogi amarantowe) мундира.

### Вексиллология
После получения в 1912 году независимости Албания приняла в качестве национального флага «амарантовый» («цвета далматинской гвоздики», тёмно-красный) флаг с чёрным двуглавым орлом, который был перенят у Византии.

## Цветообозначение в русском языке
В русский язык слово «амарантовый» с группой подобных ему относительных прилагательных (агатный, аквамариновый, аметистный, бирюзовый, бриллиантовый, бронзовый и другие) вошло в XVIII веке, в процессе формирования научной лексики, главным образом в области химии и минералогии, которые активно развивались одновременно с российской горнодобывающей промышленностью и металлургией. Иностранные или диалектные слова широко использовались в новой научной терминологии, когда возникла необходимость наименования минералов, металлов и сплавов из них.
В работе П. Ф. Симпсона «Набивное ситцебумажное производство» (Москва, 1896) амарантовый цвет используется в описании изменений цвета спиртового раствора шеллака с фуксином при нагреве: розовый, амарантовый, красно-фиолетовый, фиолетово-синий и, наконец, синий со слабым фиолетовым оттенком.
В современном русском языке устаревший заимствованный колоратив «амарантовый» входит в подгруппу пассивного запаса лексики. Он отсутствует в словарях МАС и БТС, но может использоваться в исторических произведениях. В настоящее время «амарантовый» как этноспецифическое цветообозначение может вызвать трудности при переводе на русский язык. Решение этой проблемы некоторые специалисты видят в отказе от стереотипного эталона (в данном случае растения амарант) и применения схожего с амарантовым по «цветовому наполнению» цветообозначению «малиновый».
|                                                                              | \| Таблица оттенков амарантового цвета \| \| ---------------------------------------------------------------------------- \| \| Pale Amaranth Pink (Hex: #DDBEC3) (RGB: 221, 190, 195) \| \| Amaranth Pink (Hex: #F19CBB) (RGB: 241, 156, 187) \| \| Bright Amaranth Pink (Crayola Radical Red) (Hex: #FF355E) (RGB: 255, 53, 94) \| \| Amaranth (Hex: #E52B50) (RGB: 229, 43, 80) \| \| Amaranth Magenta (Hex: #ED3CCA) (RGB: 237, 60, 202) \| \| Amaranth Cerise (Hex: #CD2682) (RGB: 205, 38, 130) \| \| Amaranth Purple (Hex: #AB274F) (RGB: 171, 39, 79) \| \| Amaranth Deep Purple (Hex: #9F2B68) (RGB: 159, 43, 104) \| |
| Таблица оттенков амарантового цвета                                          | |
| Pale Amaranth Pink (Hex: #DDBEC3) (RGB: 221, 190, 195)                       | |
| Amaranth Pink (Hex: #F19CBB) (RGB: 241, 156, 187)                            | |
| Bright Amaranth Pink (Crayola Radical Red) (Hex: #FF355E) (RGB: 255, 53, 94) | |
| Amaranth (Hex: #E52B50) (RGB: 229, 43, 80)                                   | |
| Amaranth Magenta (Hex: #ED3CCA) (RGB: 237, 60, 202)                          | |
| Amaranth Cerise (Hex: #CD2682) (RGB: 205, 38, 130)                           | |
| Amaranth Purple (Hex: #AB274F) (RGB: 171, 39, 79)                            | |
| Amaranth Deep Purple (Hex: #9F2B68) (RGB: 159, 43, 104)                      | |

Амарантовый цвет (#E52B50)